# Кавенчин (Янівський повіт)
Кавенчин (пол. Kawęczyn) — село в Польщі, у гміні Годзішув Янівського повіту Люблінського воєводства.
Населення — 253 особи (2011).
У 1975-1998 роках село належало до Тарнобжезького воєводства.

## Демографія
Демографічна структура станом на 31 березня 2011 року:
|          | Загалом | Допрацездатний вік | Працездатний вік | Постпрацездатний вік |
| -------- | ------- | ------------------ | ---------------- | -------------------- |
| Чоловіки | 120     | 24                 | 81               | 15                   |
| Жінки    | 133     | 30                 | 66               | 37                   |
| Разом    | 253     | 54                 | 147              | 52                   |